# Кучкін Олексій Вікторович
Олексі́й Ві́кторович Ку́чкін (Василевський) (1995—2020) — старший солдат Збройних сил України, учасник російсько-української війни.

## З життєпису
Народився 1995 року в селі Первухинка (Богодухівський район, Харківська область). Почав працювати ще у шкільні роки — коли помер батько. Олексій власне і заробив на похорон свого батька. Роботи не цурався; працював на пилорамі та зварником.
31 травня 2016 року вступив на військову службу за контрактом. Від 22 серпня 2016-го проходив службу на посаді стрільця — у 133-му окремому батальйоні охорони та обслуговування ОК «Схід». Зі своїм коханням познайомився під час служби. Переїхав до неї в Карнаухівку, де прожив два роки. 12 грудня 2019 року одружився. Після весілля Олексій змінив своє прізвище на прізвище дружини й став Василевським — хотів усиновити її дитину.
З 2019 року — старший солдат, старший стрілець механізованого відділення механізованого батальйону 92-ї бригади.
15 січня 2020 року під час чергування на ВОП в промзоні міста Авдіївка у післяобідню пору зазнав кульового поранення обличчя внаслідок пострілу ворожого снайпера з напрямку селища Каштанове. Його діставили до лікарні, але врятувати життя не вдалося.
18 січня 2020-го похований у Кам'янському — на Алеї Слави військового цвинтаря Соцміста.
Без Олексія лишилися мама, брат, дружина та її син.

## Нагороди та вшанування
- Указом Президента України № 131/2020 від 7 квітня 2020 року за «самовіддане служіння Українському народові, особисту мужність, виявлену у захисті державного суверенітету та територіальної цілісності України» нагороджений орденом «За мужність» III ступеня (посмертно)[3]
- Вшановується в меморіальному комплексі «Зала пам'яті», в щоденному ранковому церемоніалі 15 січня[4][5].